# Mirjana Marković
Mirjana (Mira) Marković (Servisch: Мирјана Марковић) (Požarevac, Servië, 10 juli 1942 – Sotsji, 14 april 2019) was een Servische lerares en politiek ideologe. Zij verwierf vooral bekendheid als de vrouw en politieke toeverlaat van Slobodan Milošević, de voormalige president van Servië en Joegoslavië die op beschuldiging van oorlogsmisdaden voor het Joegoslavië-tribunaal was gedaagd en aldaar begin maart 2006 in gevangenschap overleed. 
Haar moeder werd tijdens de Tweede Wereldoorlog geëxecuteerd in een concentratiekamp in Banjica, waar zij vanwege haar prominente lidmaatschap van de Communistische Partij was opgesloten. Haar vader, eveneens communist, was nooit met haar moeder getrouwd en erkende Mirjana niet. Zij groeide daardoor op bij haar grootouders van moeders kant. Deze grootouders waren, net als hun dochter, aanhangers van het communisme en Mirjana groeide dan ook op te midden van communistische kopstukken.
Op de middelbare school leerde zij in 1958 Slobodan Milošević kennen. Zij werden onafscheidelijk en vertrokken na hun eindexamen samen naar de hoofdstad Belgrado om verder te gaan studeren. Mirjana werd vervolgens docente marxisme en leninisme aan de universiteit van Belgrado en Slobodan begon aan zijn politieke carrière. Terwijl Milošević steeds verder klom in de hiërarchie van de communistische partij en in 1984 partijleider van Belgrado werd, leek het er steeds vaker op dat zijn echtgenote achter de schermen veel invloed op hem uitoefende. Zij wordt vaak gezien als het brein achter Slobodan Milošević. Maar daar zijn nooit harde bewijzen voor geleverd en het blijft dan ook voornamelijk bij speculaties. Opmerkelijk echter is dat Slobodan Milošević in de winter van 1996 naar aanleiding van massale demonstraties de macht uit handen wilde geven, maar dat zijn echtgenote (die toen in China verbleef) haar woede daarover niet geheim hield. Milošević kwam terug van zijn voornemen, hetgeen de vermoedens over de rolverdeling bij het echtpaar versterkte.
Mirjana richtte eind jaren negentig haar eigen politieke partij op: de JUL (Jugoslovenska Levica, Links Joegoslavië). Haar wekelijkse column voor het damesblad Duga (Regenboog) bleek de politieke ontwikkelingen in Belgrado nauwkeurig te voorspellen.
Mirjana Marković werd ervan verdacht een rol te hebben gespeeld bij de moord op 11 april 1999 op Slavko Curuvija, toenmalig hoofdredacteur en eigenaar van de veelgelezen Dnevni Telegraf (Dagelijkse Telegraaf), die niet dezelfde gedachten aanhing als Mirjana. Ook werd zij in verband gebracht met de moord op Ivan Stambolić.
De laatste jaren verbleef Mirjana Marković in Rusland. Interpol vaardigde wel een arrestatiebevel tegen haar uit, maar zij werd nooit gearresteerd.
- Biblioteca Nacional de España: XX1380502
- Bibliothèque nationale de France: cb145103280 (data)
- Gemeinsame Normdatei: 119543621
- International Standard Name Identifier: 0000 0000 7843 6569
- Library of Congress Control Number: no96037180
- Nationale Bibliotheek van Tsjechië: jn19990005408
- Nationale Bibliotheek van Israël: 987007265056605171
- Nederlandse Thesaurus van Auteursnamen: 238554503
- Système universitaire de documentation: 112801625
- Virtual International Authority File: 98034765
- WorldCat: E39PBJjxqqp8XgjBpqF3cqPYT3